# Jordy Soladio
Jordy Solly Soladio Kandolo (12 februari 1998) is een Belgisch voetballer die sinds januari 2025 uitkomt voor Maccabi Petach Tikwa.

## Carrière
Soladio begon met voetballen bij Kortenberg. Op elfjarige leeftijd verhuisde hij naar KV Mechelen. Daara stapte hij over naar Oud-Heverlee Leuven, dat hem in de voorbereiding op het seizoen 2015/16 liet meespelen in de oefenwedstrijd tegen VK Linden, die OHL mede dankzij twee goals van Soladio met 0-12 won. In 2016 keerde hij terug naar KV Mechelen, waar hij in de voorbereiding op het seizoen 2017/18 scoorde tegen VC Rijmenam, KGR Katelijne en SK Rapid Leest. Hij stroomde er echter niet door naar het eerste elftal.
In 2018 tekende Soladio bij Dessel Sport in de Eerste klasse amateurs. Op 24 augustus 2018 schakelde Soladio met Dessel zijn ex-club OH Leuven uit in de Beker van België, al mocht hij pas in de 82e minuut invallen. Na één seizoen bij Dessel Sport, waarin hij vier keer scoorde in Eerste klasse amateurs, tekende hij in 2019 bij de Luxemburgse eersteklasser Union Titus Pétange. In tien competitiewedstrijden was hij er goed voor vier goals. Het seizoen daarop werd hij uitgeleend aan reeksgenoot Victoria Rosport, dat ook zijn broer David aanwierf. Ook bij Victoria was Soladio goed bij schot: na negen speeldagen had hij in acht competitiewedstrijden al zes keer gescoord voor de club, en dat in zes verschillende wedstrijden. Daarna kwam hij door een knieblessure echter niet meer in actie dat seizoen.
In het seizoen 2021/22 had Soladio reeds na twaalf speeldagen de kaap van tien competitiedoelpunten bereikt – mede door een vierklapper tegen FC Wiltz 71 en een hattrick tegen US Hostert. Na zijn twee goals tegen zijn moederclub Titus Pétange op de veertiende speeldag stak hij Nicolas Perez van FC UNA Strassen voorbij als topschutter van de Nationaldivisioun. Op 12 december 2021 scoorde hij zijn veertiende competitiegoal van het seizoen, waardoor hij de winterstop inging als competitietopschutter. Uiteindelijk kroonde Dominik Stolz zich dat seizoen tot topschutter van de Nationaldivisioun.
In de zomer van 2022 tekende Soladio bij de Letse eersteklasser FK Liepāja. Met deze club speelde hij vier kwalificatiewedstrijden in de Conference League-groepswedstrijden: twee tegen SC Gjilani en twee tegen BSC Young Boys. Na een half seizoen bij Liepāja tekende Soladio in januari 2023 bij de Vietnamese eersteklasser Sông Lam Nghệ An.
In augustus 2023 haalde tweedeklasser FCV Dender EH de 25-jarige Soladio na vier jaar terug naar België. Soladio begon het seizoen als invaller: zijn eerste acht optredens in Eerste klasse B waren invalbeurten. Zijn eerste basisplaats van het seizoen vergaarde hij op 15 december tegen RFC de Liège. In de eerste wedstrijd van het kalenderjaar 2024, op 13 januari tegen Lierse Kempenzonen, opende Soladio zijn doelpuntenrekening voor Dender. Soladio scoorde in zijn debuutseizoen vier doelpunten voor Dender, waaronder het enige doelpunt in de 0-1-zege tegen Club NXT op 29 maart 2024. Daarmee droeg hij zijn steentje bij aan de tweede plaats van Dender in het eindklassement, die rechtstreeks recht gaf op promotie naar de Jupiler Pro League. Nog voordat de promotie bewerkstelligd was, lichtte Dender de optie in het aflopende contract van Soladio.
Op de openingsspeeldag van het seizoen 2024/25 viel Soladio kort na het uur in tegen Union Sint-Gillis, een week later mocht hij starten tegen KAA Gent. Soladio opende in de Planet Group arena de score en hielp Dender zo aan een 1-2-zege. Het bleek niet de voorbode van een seizoen als titularis, want bij de jaarwisseling had Soladio slechts vier basisplaatsen gekregen van trainer Vincent Euvrard. In januari 2025 koos hij dan ook voor een vertrek naar de Israëlische eersteklasser Maccabi Petach Tikwa.

## Clubstatistieken
| Seizoen         | Club                 | Land               | Competitie             | Competitie | Competitie | Beker | Beker | Supercup | Supercup | Internat. | Internat. | Totaal | Totaal |
| Seizoen         | Club                 | Land               | Competitie             | Wed.       | Dlp.       | Wed.  | Dlp.  | Wed.     | Dlp.     | Wed.      | Dlp.      | Wed.   | Dlp.   |
| --------------- | -------------------- | ------------------ | ---------------------- | ---------- | ---------- | ----- | ----- | -------- | -------- | --------- | --------- | ------ | ------ |
| 2018/19         | Dessel Sport         | Vlag van België    | Eerste klasse amateurs | 22         | 4          | 4     | 0     | —        | —        | —         | —         | 26     | 4      |
| 2019/20         | Union Titus Pétange  | Vlag van Luxemburg | Nationaldivisioun      | 10         | 4          | 2     | 2     | —        | —        | —         | —         | 12     | 6      |
| 2020/21         | → Victoria Rosport   | Vlag van Luxemburg | Nationaldivisioun      | 8          | 6          | 0     | 0     | —        | —        | —         | —         | 8      | 6      |
| 2021/22         | → Victoria Rosport   | Vlag van Luxemburg | Nationaldivisioun      | 27         | 20         | 1     | 0     | —        | —        | —         | —         | 28     | 20     |
| 2022            | FK Liepāja           | Vlag van Letland   | Virslīga               | 12         | 4          | 1     | 0     | —        | —        | 4         | 0         | 17     | 4      |
| 2023            | Sông Lam Nghệ An     | Vlag van Vietnam   | V.League 1             | 14         | 5          | 0     | 0     | —        | —        | —         | —         | 14     | 5      |
| 2023/24         | FCV Dender EH        | Vlag van België    | Eerste klasse B        | 23         | 4          | 1     | 0     | —        | —        | —         | —         | 24     | 4      |
| 2024/25         | FCV Dender EH        | Vlag van België    | Eerste klasse A        | 13         | 1          | 1     | 0     | —        | —        | —         | —         | 14     | 1      |
| 2024/25         | Maccabi Petach Tikwa | Vlag van Israël    | Ligat Ha'Al            | 1          | 0          | 0     | 0     | 0        | 0        | 0         | 0         | 1      | 0      |
| Carrière totaal | Carrière totaal      | Carrière totaal    | Carrière totaal        | 130        | 28         | 10    | 2     | 0        | 4        | 0         | 0         | 144    | 30     |

Bijgewerkt op 30 januari 2025.